# Ehebach (Naturschutzgebiet)
Das Naturschutzgebiet Ehebach wurde am 17. Juli 1990 vom Regierungspräsidium Tübingen durch Verordnung ausgewiesen. Es befindet sich auf dem Gebiet der Stadt Riedlingen.

## Lage
Das Gebiet befindet sich nördlich der Ortschaft Zwiefaltendorf am Ehebach, einem linken Zufluss der Donau. Das Gebiet gehört zum Naturraum der Donau-Ablach-Platten.

## Schutzzweck
Der Schutzzweck ist laut Verordnung „die Erhaltung des natürlichen Bachlaufs, der ihn umgebenden feuchten Wiesen und des Hangwaldes als Brut‑ und Nahrungsrevier für zahlreiche geschützte Vogelarten.“

## Landschaftscharakter
im Norden des Gebiets befindet sich die Ehehalde, ein steiler bewaldeter Hang. Das Gebiet wird von Westen nach Osten vom Ehebach durchflossen. Er fließt durch ein flächiges Feuchtbiotop mit Tümpeln, Großseggenbeständen und Röhrichten. Die Tümpel wurden im Rahmen eines Flurneuordnungsverfahrens angelegt.

## Zusammenhängende Schutzgebiete
Das Gebiet ist Teil des FFH-Gebiets Donau zwischen Munderkingen und Riedlingen. Im Osten und Süden schließt das Naturschutzgebiet Flusslandschaft Donauwiesen zwischen Zwiefaltendorf und Munderkingen an.